# Ozerivka
Ozerivka (en (ucraïnès): Озерівка) és un poble (un possiólok) de la República Autònoma de Crimea a Ucraïna, que el 2014 tenia vuit habitants. Pertany al districte de Txornomórske. Fins al 1948 la vila es deia Tereklí-Ass.